# Oenothera wolfii
Oenothera wolfii är en dunörtsväxtart som först beskrevs av Philip Alexander Munz, och fick sitt nu gällande namn av P.H. Raven, W. Dietrich och W. Stubbe. Den ingår i släktet nattljussläktet, och familjen dunörtsväxter. Inga underarter finns listade i Catalogue of Life.